# Lijst van spelers van Crystal Palace FC
Deze lijst omvat voetballers die bij Crystal Palace FC spelen of hebben gespeeld

### Argentinië
- Julián Speroni

### Australië
- Nick Carle
- Craig Foster
- Mile Jedinak
- Craig Moore
- Kevin Muscat
- Tony Popović
- Nick Rizzo
- Carl Veart

### Barbados
- Emmerson Boyce

### België
- Michy Batshuayi
- Christian Benteke
- Jonathan Benteke

### China
- Sun Jihai
- Fan Zhiyi

### Congo Democratisch Republiek
- Yala Bolasie

### Curaçao
- Kemy Agustien

### Denemarken
- Joachim Andersen

### Duitsland
- Marco Reich

### Ecuador
- Iván Kaviedes

### Engeland
- Chris Armstrong
- Mark Bright
- Johnny Byrne
- Gary Cahill
- Nathaniel Clyne
- Ashley Cole
- Stan Collymore
- Scott Dann
- John Fashanu
- Gerry Francis
- Dean Gordon
- Andy Gray
- Vince Hilaire
- Paul Hinshelwood
- Cliff Holton
- John Jackson
- Andrew Johnson
- Steve Kember
- Andy Linighan
- Nigel Martyn
- Hayden Mullins
- Gary O'Reilly
- Alan Pardew
- John Pemberton
- Neil Ruddock
- John Salako
- Kenny Sansom
- Richard Shaw
- Neil Shipperley
- Gareth Southgate
- Peter Taylor
- Geoff Thomas
- Andy Thorn
- Andros Townsend
- Matthew Upson
- Terry Venables
- Alan Whittle
- Ray Wilkins
- Paul Williams
- Ian Wright

### Finland
- Mikael Forssell
- Joonas Kolkka
- Aki Riihilahti

### Frankrijk
- Cédric Berthelin
- Loïc Rémy
- Steve Mandanda
- Michael Olise

### Griekenland
- Vassilis Lakis

### Hongarije
- Gábor Király
- Sándor Torghelle

### Ierland
- Curtis Fleming
- Alan Hill
- Ray Houghton
- Owen Garvan
- Mark Kennedy
- Paddy McCarthy
- Eddie McGoldrick
- Jerry Murphy
- Sean Scannell
- Steve Staunton

### IJsland
- Hermann Hreiðarsson

### Israël
- David Amsalem
- Itzik Zohar

### Italië
- Attilio Lombardo
- Nicola Ventola

### Ivoorkust
- Wilfried Zaha

### Jamaica
- Claude Davis
- Ricardo Fuller
- Jobi McAnuff

### Letland
- Aleksandrs Koliņko
- Andrejs Rubins

### Nederland
- Patrick van Aanholt
- Jeroen Boere
- Edgar Davids
- Jaïro Riedewald
- Timothy Fosu-Mensah

### Noord-Ierland
- Iain Dowie
- Michael Hughes
- Darren Patterson

### Schotland
- Jim Cannon
- George Graham
- David Hopkin
- Peter Simpson
- John McNichol
- Tony Taylor
- George Wood

### Senegal
- Cheikhou Kouyaté

### Servië
- Luka Milivojević
- Saša Ćurčić

### Sierra Leone
- Sullay Kaikai

### Trinidad en Tobago
- Stern John

### Uruguay
- Gonzalo Sorondo

### Verenigde Staten van Amerika
- Gregg Berhalter
- Jovan Kirovski

### Wales
- Terry Boyle
- Chris Coleman
- Andy Dorman
- Ian Evans
- Peter Nicholas
- Kit Symons
- Eric Young

### Zweden
- Tomas Brolin